# Pixel 7a
O Pixel 7a é um smartphone Android projetado, desenvolvido e comercializado pelo Google como parte da linha de produtos Google Pixel. Ele serve como uma variante intermediária do Pixel 7 e Pixel 7 Pro. Foi anunciado na palestra anual do Google I/O em maio de 2023.

## Especificações

### Hardware
O Pixel 7a é construído com moldura de alumínio, traseira de plástico e Gorilla Glass 3 para a tela. O design inclui uma barra de câmera metálica combinando com o quadro. Possui alto-falantes estéreo, um localizado na borda inferior e o outro que funciona como fone de ouvido. Uma porta USB-C é usada para carregar e conectar outros acessórios.
O Pixel 7a usa o sistema em chip Google Tensor G2, com 8 GB de RAM e 128 GB de armazenamento interno UFS 3.1 não expansível.
O Pixel 7a tem bateria de 4385 mAh e é capaz de carregamento rápido de até 18 W, além de carregamento sem fio. Possui classificação de proteção contra água IP67.
O Pixel 7a possui uma tela OLED 1080p de 6,1 polegadas com suporte HDR e uma taxa de atualização de 90 Hz. A tela tem uma proporção de 20:9 e um recorte circular na parte superior central para a câmera frontal.
O Pixel 7a inclui câmeras traseiras duplas. A lente grande angular de 26 mm f/1.9 possui um sensor de 64 megapixels, enquanto a lente ultra larga de 120° f/2.2 possui um sensor de 13 megapixels; a câmera frontal usa um sensor de 13 megapixels. É capaz de gravar vídeo 4K a 30 ou 60 fps.

### Software
O Pixel 7a vem com o Android 13 no lançamento, coincidindo com o lançamento estável do Android 13 no Android Open Source Project.